# كأس المقاطعات الأوروبية 1999
كأس المقاطعات الأوروبية 1999 (بالإنجليزية: 1999 UEFA Regions' Cup)‏  هو موسم من كأس المقاطعات الأوروبية. بمشاركة  8  فريقاً، وفاز فيه فينيتو.